# Europees kampioenschap voetbal mannen onder 17 - 2016 (kwalificatie)
Het kwalificatietoernooi voor het Europees kampioenschap voetbal onder 17 voor mannen was een toernooi dat duurde van 22 september 2016 tot en met 3 april 2016. Dit toernooi zou bepalen welke 15 landen zich kwalificeerden voor het Europees kampioenschap voetbal mannen onder 17 van 2016.
Alle landen van de UEFA mochten meedoen aan dit toernooi. Spelers geboren op of na 1 januari 1999 mochten deelnemen. Het toernooi werd verdeeld over twee rondes. De eerste ronde werd de kwalificatieronde genoemd. De tweede ronde heet de eliteronde. Azerbeidzjan hoefde hier niet aan mee te doen, dat land was als gastland automatisch gekwalificeerd.

## Gekwalificeerde landen
| #  | Land                  | Gekwalificeerd als          | Beste prestatie                       |
| -- | --------------------- | --------------------------- | ------------------------------------- |
| 1  | Azerbeidzjan          | Gastland                    | Eerste deelname                       |
| 2  | Denemarken            | Eliteronde: Winnaar groep 1 | Halve finale (2011)                   |
| 3  | Oekraïne              | Eliteronde: Winnaar groep 2 | Groepsfase (2002, 2004, 2007 en 2013) |
| 4  | Italië                | Eliteronde: Winnaar groep 3 | Tweede (2013)                         |
| 5  | Duitsland             | Eliteronde: Winnaar groep 4 | Kampioen (2009)                       |
| 6  | Portugal              | Eliteronde: Winnaar groep 5 | Kampioen (2003)                       |
| 7  | Frankrijk             | Eliteronde: Winnaar groep 6 | Kampioen (2004 en 2015)               |
| 8  | Servië                | Eliteronde: Winnaar groep 7 | Kwartfinale (2002)                    |
| 9  | België                | Eliteronde: Winnaar groep 8 | Halve finale (2007 en 2015)           |
| 10 | Bosnië en Herzegovina | Eliteronde: Beste tweede    | Eerste deelname                       |
| 11 | Zweden                | Eliteronde: Beste tweede    | Halve finale (2013)                   |
| 12 | Engeland              | Eliteronde: Beste tweede    | Kampioen (2010 en 2014)               |
| 13 | Nederland             | Eliteronde: Beste tweede    | Kampioen (2011 en 2012)               |
| 14 | Schotland             | Eliteronde: Beste tweede    | Halve finale (2014)                   |
| 15 | Spanje                | Eliteronde: Beste tweede    | Kampioen (2007 en 2008)               |
| 16 | Oostenrijk            | Eliteronde: Beste tweede    | Derde plaats (2003)                   |

## Loting kwalificatieronde
De loting voor de kwalificatieronde werd gehouden op 3 december 2014 om 9:00 (UTC+1) op het UEFA-hoofdkantoor in Nyon, Zwitserland.
De landen werden verdeeld op basis van de coëfficiënten. De ranking werd berekend door te kijken naar de resultaten van de vorige toernooien:
- Europees kampioenschap voetbal mannen onder 17 van 2012 en kwalificatie.
- Europees kampioenschap voetbal mannen onder 17 van 2013 en kwalificatie.
- Europees kampioenschap voetbal mannen onder 17 van 2014 en kwalificatie.

In elke groep kwamen twee landen uit pot A en twee landen uit pot B. Een aantal landen mocht, om politieke redenen, niet bij elkaar terecht komen. Dat gold voor Rusland en Oekraïne en Spanje en Gibraltar.
| Team      | Coëfficiënt | ranking |
| --------- | ----------- | ------- |
| Duitsland | 11.333      | 1       |

| Team                  | Coëfficiënt | ranking |
| --------------------- | ----------- | ------- |
| Engeland              | 10.000      | 2       |
| Nederland             | 10.000      | 3       |
| Portugal              | 9.167       | 4       |
| Polen                 | 9.167       | 5       |
| Frankrijk             | 8.833       | 6       |
| Servië                | 8.667       | 7       |
| Rusland               | 8.000       | 8       |
| Zwitserland           | 7.833       | 9       |
| Italië                | 7.833       | 10      |
| Spanje                | 7.500       | 11      |
| Tsjechië              | 7.500       | 12      |
| Schotland             | 7.333       | 13      |
| Georgië               | 7.000       | 14      |
| Zweden                | 7.000       | 15      |
| Hongarije             | 6.667       | 16      |
| Oekraïne              | 6.500       | 17      |
| België                | 6.500       | 18      |
| IJsland               | 6.000       | 19      |
| Oostenrijk            | 5.833       | 20      |
| Turkije               | 5.667       | 21      |
| Kroatië               | 5.667       | 22      |
| Denemarken            | 5.500       | 23      |
| Ierland               | 5.167       | 24      |
| Noorwegen             | 4.833       | 25      |
| Wit-Rusland           | 4.633       | 26      |
| Bosnië en Herzegovina | 4.167       | 27      |

| Team            | Coëfficiënt | ranking |
| --------------- | ----------- | ------- |
| Griekenland     | 4.167       | 28      |
| Bulgarije       | 4.000       | 29      |
| Israël          | 4.000       | 30      |
| Slowakije       | 4.000       | 31      |
| Albanië         | 3.833       | 32      |
| Slovenië        | 3.667       | 33      |
| Noord-Ierland   | 3.500       | 34      |
| Roemenië        | 2.833       | 35      |
| Letland         | 2.667       | 36      |
| Noord-Macedonië | 2.667       | 37      |
| Estland         | 2.500       | 38      |
| Finland         | 2.333       | 39      |
| Wales           | 2.000       | 40      |
| Litouwen        | 2.000       | 41      |
| Armenië         | 2.000       | 42      |
| Luxemburg       | 1.667       | 43      |
| Cyprus          | 1.667       | 44      |
| Faeröer         | 1.667       | 45      |
| Moldavië        | 1.333       | 46      |
| Montenegro      | 1.333       | 47      |
| Kazachstan      | 1.333       | 48      |
| Malta           | 0.333       | 49      |
| Andorra         | 0.333       | 50      |
| San Marino      | 0.333       | 51      |
| Liechtenstein   | 0.000       | 52      |
| Gibraltar       | 0.000       | 53      |

## Kwalificatieronde

### Groep 1
De wedstrijden werden gespeeld tussen 22 en 27 oktober 2015 in Wales.
| Pos | Team        | Wed | W | G | V | Ptn | DV | DT | +/− | Kwalificatie                  |   | NED | SUI | WAL | ALB |
| --- | ----------- | --- | - | - | - | --- | -- | -- | --- | ----------------------------- | - | --- | --- | --- | --- |
| 1   | Nederland   | 3   | 2 | 0 | 1 | 6   | 10 | 3  | +7  | Geplaatst voor de eliteronde. |   | —   | 4–1 | 1–2 | 5–0 |
| 2   | Zwitserland | 3   | 2 | 0 | 1 | 6   | 4  | 4  | 0   | Geplaatst voor de eliteronde. |   | —   | —   | 1–0 | 2–0 |
| 3   | Wales       | 3   | 1 | 1 | 1 | 4   | 3  | 3  | 0   |                               |   | —   | —   | —   | 1–1 |
| 4   | Albanië     | 3   | 0 | 1 | 2 | 1   | 1  | 8  | −7  |                               | — | —   | —   | —   |     |

### Groep 2
De wedstrijden werden gespeeld tussen 30 september en 5 oktober 2015 in Wit-Rusland.
| Pos | Team        | Wed | W | G | V | Ptn | DV | DT | +/− | Kwalificatie                  |   | RUS | MNE | CYP | BLR |
| --- | ----------- | --- | - | - | - | --- | -- | -- | --- | ----------------------------- | - | --- | --- | --- | --- |
| 1   | Rusland     | 3   | 3 | 0 | 0 | 9   | 10 | 0  | +10 | Geplaatst voor de eliteronde. |   | —   | 2–0 | 6–0 | 2–0 |
| 2   | Montenegro  | 3   | 1 | 1 | 1 | 4   | 2  | 3  | −1  | Geplaatst voor de eliteronde. |   | —   | —   | 1–0 | 1–1 |
| 3   | Cyprus      | 3   | 1 | 0 | 2 | 3   | 3  | 9  | −6  |                               |   | —   | —   | —   | 3–2 |
| 4   | Wit-Rusland | 3   | 0 | 1 | 2 | 1   | 3  | 6  | −3  |                               | — | —   | —   | —   |     |

### Groep 3
De wedstrijden werden gespeeld tussen 24 en 29 september 2015 in Finland.
| Pos | Team    | Wed | W | G | V | Ptn | DV | DT | +/− | Kwalificatie                  |   | IRL | SWE | FIN | MLT |
| --- | ------- | --- | - | - | - | --- | -- | -- | --- | ----------------------------- | - | --- | --- | --- | --- |
| 1   | Ierland | 3   | 2 | 1 | 0 | 7   | 8  | 1  | +7  | Geplaatst voor de eliteronde. |   | —   | 1–1 | 1–0 | 6–0 |
| 2   | Zweden  | 3   | 1 | 2 | 0 | 5   | 7  | 3  | +4  | Geplaatst voor de eliteronde. |   | —   | —   | 1–1 | 5–1 |
| 3   | Finland | 3   | 1 | 1 | 1 | 4   | 5  | 4  | +1  |                               |   | —   | —   | —   | 4–2 |
| 4   | Malta   | 3   | 0 | 0 | 3 | 0   | 3  | 15 | −12 |                               | — | —   | —   | —   |     |

### Groep 4
De wedstrijden werden gespeeld tussen 24 en 29 oktober 2015 in Hongarije.
| Pos | Team      | Wed | W | G | V | Ptn | DV | DT | +/− | Kwalificatie                  |   | SVK | GEO | ROU | HUN |
| --- | --------- | --- | - | - | - | --- | -- | -- | --- | ----------------------------- | - | --- | --- | --- | --- |
| 1   | Slowakije | 3   | 1 | 2 | 0 | 5   | 6  | 5  | +1  | Geplaatst voor de eliteronde. |   | —   | 4–3 | 1–1 | 1–1 |
| 2   | Georgië   | 3   | 1 | 1 | 1 | 4   | 8  | 6  | +2  | Geplaatst voor de eliteronde. |   | —   | —   | 3–0 | 2–2 |
| 3   | Roemenië  | 3   | 1 | 1 | 1 | 4   | 3  | 5  | −2  |                               |   | —   | —   | —   | 2–1 |
| 4   | Hongarije | 3   | 0 | 2 | 1 | 2   | 4  | 5  | −1  |                               | — | —   | —   | —   |     |

### Groep 5
De wedstrijden werden gespeeld tussen 24 en 29 oktober 2015 in Luxemburg.
| Pos | Team       | Wed | W | G | V | Ptn | DV | DT | +/− | Kwalificatie                  |   | AUT | SRB | LTU | LUX |
| --- | ---------- | --- | - | - | - | --- | -- | -- | --- | ----------------------------- | - | --- | --- | --- | --- |
| 1   | Oostenrijk | 3   | 2 | 1 | 0 | 7   | 5  | 2  | +3  | Geplaatst voor de eliteronde. |   | —   | 1–1 | 2–0 | 2–1 |
| 2   | Servië     | 3   | 1 | 2 | 0 | 5   | 7  | 2  | +5  | Geplaatst voor de eliteronde. |   | —   | —   | 0–0 | 6–1 |
| 3   | Litouwen   | 3   | 1 | 1 | 1 | 4   | 2  | 2  | 0   |                               |   | —   | —   | —   | 2–0 |
| 4   | Luxemburg  | 3   | 0 | 0 | 3 | 0   | 2  | 10 | −8  |                               | — | —   | —   | —   |     |

### Groep 6
De wedstrijden werden gespeeld tussen 25 en 30 oktober 2015 in Letland.
| Pos | Team    | Wed | W | G | V | Ptn | DV | DT | +/− | Kwalificatie                  |   | ESP | POL | LAT | AND |
| --- | ------- | --- | - | - | - | --- | -- | -- | --- | ----------------------------- | - | --- | --- | --- | --- |
| 1   | Spanje  | 3   | 3 | 0 | 0 | 9   | 6  | 1  | +5  | Geplaatst voor de eliteronde. |   | —   | 2–1 | 2–0 | 2–0 |
| 2   | Polen   | 3   | 2 | 0 | 1 | 6   | 6  | 2  | +4  | Geplaatst voor de eliteronde. |   | —   | —   | 4–0 | 1–0 |
| 3   | Letland | 3   | 1 | 0 | 2 | 3   | 3  | 6  | −3  |                               |   | —   | —   | —   | 3–0 |
| 4   | Andorra | 3   | 0 | 0 | 3 | 0   | 0  | 6  | −6  |                               | — | —   | —   | —   |     |

### Groep 7
De wedstrijden werden gespeeld tussen 26 en 31 oktober 2015 in Liechtenstein.
| Pos | Team          | Wed | W | G | V | Ptn | DV | DT | +/− | Kwalificatie                  |   | CZE | CRO | LIE | GIB |
| --- | ------------- | --- | - | - | - | --- | -- | -- | --- | ----------------------------- | - | --- | --- | --- | --- |
| 1   | Tsjechië      | 3   | 2 | 1 | 0 | 7   | 15 | 3  | +12 | Geplaatst voor de eliteronde. |   | —   | 2–2 | 4–0 | 9–1 |
| 2   | Kroatië       | 3   | 2 | 1 | 0 | 7   | 8  | 3  | +5  | Geplaatst voor de eliteronde. |   | —   | —   | 2–0 | 4–1 |
| 3   | Liechtenstein | 3   | 1 | 0 | 2 | 3   | 3  | 6  | −3  |                               |   | —   | —   | —   | 3–0 |
| 4   | Gibraltar     | 3   | 0 | 0 | 3 | 0   | 2  | 16 | −14 |                               | — | —   | —   | —   |     |

### Groep 8
De wedstrijden werden gespeeld tussen 22 en 27 september 2015 in IJsland.
| Pos | Team        | Wed | W | G | V | Ptn | DV | DT | +/− | Kwalificatie                  |   | DEN | GRE | ISL | KAZ |
| --- | ----------- | --- | - | - | - | --- | -- | -- | --- | ----------------------------- | - | --- | --- | --- | --- |
| 1   | Denemarken  | 3   | 2 | 1 | 0 | 7   | 6  | 1  | +5  | Geplaatst voor de eliteronde. |   | —   | 0–0 | 2–0 | 4–1 |
| 2   | Griekenland | 3   | 1 | 2 | 0 | 5   | 7  | 1  | +6  | Geplaatst voor de eliteronde. |   | —   | —   | 1–1 | 6–0 |
| 3   | IJsland     | 3   | 1 | 1 | 1 | 4   | 6  | 3  | +3  |                               |   | —   | —   | —   | 5–0 |
| 4   | Kazachstan  | 3   | 0 | 0 | 3 | 0   | 1  | 15 | −14 |                               | — | —   | —   | —   |     |

### Groep 9
De wedstrijden werden gespeeld tussen 29 september en 4 oktober 2015 in Portugal.
| Pos | Team       | Wed | W | G | V | Ptn | DV | DT | +/− | Kwalificatie                  |   | ENG | POR | ARM | SMR |
| --- | ---------- | --- | - | - | - | --- | -- | -- | --- | ----------------------------- | - | --- | --- | --- | --- |
| 1   | Engeland   | 3   | 2 | 1 | 0 | 7   | 14 | 1  | +13 | Geplaatst voor de eliteronde. |   | —   | 1–1 | 5–0 | 8–0 |
| 2   | Portugal   | 3   | 2 | 1 | 0 | 7   | 13 | 1  | +12 | Geplaatst voor de eliteronde. |   | —   | —   | 7–0 | 5–0 |
| 3   | Armenië    | 3   | 0 | 1 | 2 | 1   | 1  | 13 | −12 |                               |   | —   | —   | —   | 1–1 |
| 4   | San Marino | 3   | 0 | 1 | 2 | 1   | 1  | 14 | −13 |                               | — | —   | —   | —   |     |

### Groep 10
De wedstrijden werden gespeeld tussen 24 en 29 september 2015 in Slovenië.
| Pos | Team     | Wed | W | G | V | Ptn | DV | DT | +/− | Kwalificatie                  |   | BEL | TUR | SLO | FAR |
| --- | -------- | --- | - | - | - | --- | -- | -- | --- | ----------------------------- | - | --- | --- | --- | --- |
| 1   | België   | 3   | 2 | 1 | 0 | 7   | 6  | 2  | +4  | Geplaatst voor de eliteronde. |   | —   | 0–0 | 2–1 | 4–1 |
| 2   | Turkije  | 3   | 1 | 2 | 0 | 5   | 4  | 1  | +3  | Geplaatst voor de eliteronde. |   | —   | —   | 1–1 | 3–0 |
| 3   | Slovenië | 3   | 1 | 1 | 1 | 4   | 3  | 3  | 0   |                               |   | —   | —   | —   | 1–0 |
| 4   | Faeröer  | 3   | 0 | 0 | 3 | 0   | 1  | 8  | −7  |                               | — | —   | —   | —   |     |

### Groep 11
De wedstrijden werden gespeeld tussen 20 en 25 oktober 2015 in Israël.
| Pos | Team          | Wed | W | G | V | Ptn | DV | DT | +/− | Kwalificatie                  |   | FRA | ISR | NIR | NOR |
| --- | ------------- | --- | - | - | - | --- | -- | -- | --- | ----------------------------- | - | --- | --- | --- | --- |
| 1   | Frankrijk     | 3   | 3 | 0 | 0 | 9   | 5  | 0  | +5  | Geplaatst voor de eliteronde. |   | —   | 3–0 | 1–0 | 1–0 |
| 2   | Israël        | 3   | 2 | 0 | 1 | 6   | 5  | 5  | 0   | Geplaatst voor de eliteronde. |   | —   | —   | 2–1 | 3–1 |
| 3   | Noord-Ierland | 3   | 0 | 1 | 2 | 1   | 2  | 4  | −2  |                               |   | —   | —   | —   | 1–1 |
| 4   | Noorwegen     | 3   | 0 | 1 | 2 | 1   | 1  | 4  | −3  |                               | — | —   | —   | —   |     |

### Groep 12
De wedstrijden werden gespeeld tussen 21 en 26 oktober 2015 in Bulgarije.
| Pos | Team            | Wed | W | G | V | Ptn | DV | DT | +/− | Kwalificatie                  |   | ITA | BUL | SCO | MKD |
| --- | --------------- | --- | - | - | - | --- | -- | -- | --- | ----------------------------- | - | --- | --- | --- | --- |
| 1   | Italië          | 3   | 1 | 2 | 0 | 5   | 4  | 1  | +3  | Geplaatst voor de eliteronde. |   | —   | 3–0 | 1–1 | 0–0 |
| 2   | Bulgarije       | 3   | 1 | 1 | 1 | 4   | 2  | 3  | −1  | Geplaatst voor de eliteronde. |   | —   | —   | 2–0 | 0–0 |
| 3   | Schotland       | 3   | 1 | 1 | 1 | 4   | 4  | 3  | +1  |                               |   | —   | —   | —   | 3–0 |
| 4   | Noord-Macedonië | 3   | 0 | 2 | 1 | 2   | 0  | 3  | −3  |                               | — | —   | —   | —   |     |

### Groep 13
De wedstrijden werden gespeeld tussen 26 en 31 oktober 2015 in Moldavië.
| Pos | Team                  | Wed | W | G | V | Ptn | DV | DT | +/− | Kwalificatie                  |   | UKR | BIH | EST | MDA |
| --- | --------------------- | --- | - | - | - | --- | -- | -- | --- | ----------------------------- | - | --- | --- | --- | --- |
| 1   | Oekraïne              | 3   | 2 | 1 | 0 | 7   | 6  | 1  | +5  | Geplaatst voor de eliteronde. |   | —   | 3–0 | 2–0 | 1–1 |
| 2   | Bosnië en Herzegovina | 3   | 2 | 0 | 1 | 6   | 7  | 4  | +3  | Geplaatst voor de eliteronde. |   | —   | —   | 2–1 | 5–0 |
| 3   | Estland               | 3   | 1 | 0 | 2 | 3   | 2  | 4  | −2  |                               |   | —   | —   | —   | 1–0 |
| 4   | Moldavië              | 3   | 0 | 1 | 2 | 1   | 1  | 7  | −6  |                               | — | —   | —   | —   |     |

### Ranking nummers 3
Om te bepalen welke landen, die derde waren geworden, mochten aansluiten bij de eliteronde werd een rangschikking gemaakt van de nummers 3 uit iedere groep. De bovenste vijf landen kwalificeerden zich. Alleen de resultaten tegen de landen die 1 en 2 waren geworden telden mee.
| Pos | Team          | Wed | W | G | V | Ptn | DV | DT | +/− | Kwalificatie |
| --- | ------------- | --- | - | - | - | --- | -- | -- | --- | ------------ |
| 1   | Wales         | 2   | 1 | 0 | 1 | 3   | 2  | 2  | 0   | Eliteronde   |
| 2   | Slovenië      | 2   | 0 | 1 | 1 | 1   | 2  | 3  | −1  | Eliteronde   |
| 3   | Finland       | 2   | 0 | 1 | 1 | 1   | 1  | 2  | −1  | Eliteronde   |
| 4   | IJsland       | 2   | 0 | 1 | 1 | 1   | 1  | 3  | −2  | Eliteronde   |
| 5   | Schotland     | 2   | 0 | 1 | 1 | 1   | 1  | 3  | −2  | Eliteronde   |
| 6   | Litouwen      | 2   | 0 | 1 | 1 | 1   | 0  | 2  | −2  |              |
| 7   | Roemenië      | 2   | 0 | 1 | 1 | 1   | 1  | 4  | −3  |              |
| 8   | Noord-Ierland | 2   | 0 | 0 | 2 | 0   | 1  | 3  | −2  |              |
| 9   | Estland       | 2   | 0 | 0 | 2 | 0   | 1  | 4  | −3  |              |
| 10  | Liechtenstein | 2   | 0 | 0 | 2 | 0   | 0  | 6  | −6  |              |
| 11  | Letland       | 2   | 0 | 0 | 2 | 0   | 0  | 6  | −6  |              |
| 12  | Cyprus        | 2   | 0 | 0 | 2 | 0   | 0  | 7  | −7  |              |
| 13  | Armenië       | 2   | 0 | 0 | 2 | 0   | 0  | 12 | −12 |              |

1. 1 2  disciplinaire punten.
2. 1 2  disciplinaire punten.

## Loting eliteronde
De loting voor de eliteronde werd gehouden op 13 december 2015, om 11:45 (UTC+1) op het UEFA-hoofdkantoor in Nyon, Zwitserland.
De landen werden verdeeld op basis van de resultaten in de kwalificatieronde. Duitsland, dat automatisch was gekwalificeerd voor deze ronde, werd in Pot A gezet. Bij de loting werd uit iedere pot een land genomen. Landen die in de kwalificatieronde uit dezelfde groep kwamen en nummer 1 en 2 waren geworden konden in deze ronde niet weer tegen elkaar uitkomen. Om politieke redenen mocht Rusland niet in dezelfde groep terecht komen als Oekraïne.
| Pos | Team                  | Wed | W | G | V | Ptn | DV | DT | +/− | Seeding |
| --- | --------------------- | --- | - | - | - | --- | -- | -- | --- | ------- |
| 1   | Duitsland             | 0   | 0 | 0 | 0 | 0   | 0  | 0  | 0   | Pot A   |
| 2   | Rusland               | 3   | 3 | 0 | 0 | 9   | 10 | 0  | +10 | Pot A   |
| 3   | Spanje                | 3   | 3 | 0 | 0 | 9   | 6  | 1  | +5  | Pot A   |
| 4   | Frankrijk             | 3   | 3 | 0 | 0 | 9   | 5  | 0  | +5  | Pot A   |
| 5   | Engeland              | 3   | 2 | 1 | 0 | 7   | 14 | 1  | +13 | Pot A   |
| 6   | Tsjechië              | 3   | 2 | 1 | 0 | 7   | 15 | 3  | +12 | Pot A   |
| 7   | Portugal              | 3   | 2 | 1 | 0 | 7   | 13 | 1  | +12 | Pot A   |
| 8   | Ierland               | 3   | 2 | 1 | 0 | 7   | 8  | 1  | +7  | Pot A   |
| 9   | Kroatië               | 3   | 2 | 1 | 0 | 7   | 8  | 3  | +5  | Pot B   |
| 10  | Oekraïne              | 3   | 2 | 1 | 0 | 7   | 6  | 1  | +5  | Pot B   |
| 11  | Denemarken            | 3   | 2 | 1 | 0 | 7   | 6  | 1  | +5  | Pot B   |
| 12  | België                | 3   | 2 | 1 | 0 | 7   | 6  | 2  | +4  | Pot B   |
| 13  | Oostenrijk            | 3   | 2 | 1 | 0 | 7   | 5  | 2  | +3  | Pot B   |
| 14  | Nederland             | 3   | 2 | 0 | 1 | 6   | 10 | 3  | +7  | Pot B   |
| 15  | Polen                 | 3   | 2 | 0 | 1 | 6   | 6  | 2  | +4  | Pot B   |
| 16  | Bosnië en Herzegovina | 3   | 2 | 0 | 1 | 6   | 7  | 4  | +3  | Pot B   |
| 17  | Israël                | 3   | 2 | 0 | 1 | 6   | 5  | 5  | 0   | Pot C   |
| 18  | Zwitserland           | 3   | 2 | 0 | 1 | 6   | 4  | 4  | 0   | Pot C   |
| 19  | Griekenland           | 3   | 1 | 2 | 0 | 5   | 7  | 1  | +6  | Pot C   |
| 20  | Servië                | 3   | 1 | 2 | 0 | 5   | 7  | 2  | +5  | Pot C   |
| 21  | Zweden                | 3   | 1 | 2 | 0 | 5   | 7  | 3  | +4  | Pot C   |
| 22  | Turkije               | 3   | 1 | 2 | 0 | 5   | 4  | 1  | +3  | Pot C   |
| 23  | Italië                | 3   | 1 | 2 | 0 | 5   | 4  | 1  | +3  | Pot C   |
| 24  | Slowakije             | 3   | 1 | 2 | 0 | 5   | 6  | 5  | +1  | Pot C   |
| 25  | IJsland               | 3   | 1 | 1 | 1 | 4   | 6  | 3  | +3  | Pot D   |
| 26  | Georgië               | 3   | 1 | 1 | 1 | 4   | 8  | 6  | +2  | Pot D   |
| 27  | Finland               | 3   | 1 | 1 | 1 | 4   | 5  | 4  | +1  | Pot D   |
| 28  | Schotland             | 3   | 1 | 1 | 1 | 4   | 4  | 3  | +1  | Pot D   |
| 29  | Slovenië              | 3   | 1 | 1 | 1 | 4   | 3  | 3  | 0   | Pot D   |
| 30  | Wales                 | 3   | 1 | 1 | 1 | 4   | 3  | 3  | 0   | Pot D   |
| 31  | Montenegro            | 3   | 1 | 1 | 1 | 4   | 2  | 3  | −1  | Pot D   |
| 32  | Bulgarije             | 3   | 1 | 1 | 1 | 4   | 2  | 3  | −1  | Pot D   |

1. 1 2  coëfficiënten
2. 1 2 3 4 5 6  disciplinaire punten

## Eliteronde
De winnaars gaan allemaal naar het hoofdtoernooi. De zeven beste nummers 2 gaan ook.

### Groep 1
De wedstrijden werden gespeeld tussen 28 maart en 2 april 2016 in Tsjechië.
| Pos | Team        | Wed | W | G | V | Ptn | DV | DT | +/− | Kwalificatie                      |   | DEN | SCO | CZE | SUI |
| --- | ----------- | --- | - | - | - | --- | -- | -- | --- | --------------------------------- | - | --- | --- | --- | --- |
| 1   | Denemarken  | 3   | 2 | 0 | 1 | 6   | 8  | 4  | +4  | Geplaatst voor het hoofdtoernooi. |   | —   | 4–0 | 2–3 | 2–1 |
| 2   | Schotland   | 3   | 1 | 1 | 1 | 4   | 3  | 5  | −2  | Geplaatst voor het hoofdtoernooi. |   | —   | —   | 2–0 | 1–1 |
| 3   | Tsjechië    | 3   | 1 | 1 | 1 | 4   | 5  | 6  | −1  |                                   |   | —   | —   | —   | 2–2 |
| 4   | Zwitserland | 3   | 0 | 2 | 1 | 2   | 4  | 5  | −1  |                                   | — | —   | —   | —   |     |

### Groep 2
De wedstrijden werden gespeeld tussen 24 en 29 maart 2016 in Engeland.
| Pos | Team     | Wed | W | G | V | Ptn | DV | DT | +/− | Kwalificatie                      |   | UKR | ENG | TUR | FIN |
| --- | -------- | --- | - | - | - | --- | -- | -- | --- | --------------------------------- | - | --- | --- | --- | --- |
| 1   | Oekraïne | 3   | 2 | 1 | 0 | 7   | 7  | 1  | +6  | Geplaatst voor het hoofdtoernooi. |   | —   | 1–1 | 3–0 | 3–0 |
| 2   | Engeland | 3   | 2 | 1 | 0 | 7   | 5  | 2  | +3  | Geplaatst voor het hoofdtoernooi. |   | —   | —   | 3–1 | 1–0 |
| 3   | Turkije  | 3   | 1 | 0 | 2 | 3   | 4  | 7  | −3  |                                   |   | —   | —   | —   | 3–1 |
| 4   | Finland  | 3   | 0 | 0 | 3 | 0   | 1  | 7  | −6  |                                   | — | —   | —   | —   |     |

### Groep 3
De wedstrijden werden gespeeld tussen 15 en 20 maart 2016 in Georgië.
| Pos | Team                  | Wed | W | G | V | Ptn | DV | DT | +/− | Kwalificatie                      |   | ITA | BIH | RUS | GEO |
| --- | --------------------- | --- | - | - | - | --- | -- | -- | --- | --------------------------------- | - | --- | --- | --- | --- |
| 1   | Italië                | 3   | 2 | 0 | 1 | 6   | 5  | 1  | +4  | Geplaatst voor het hoofdtoernooi. |   | —   | 0–1 | 4–0 | 1–0 |
| 2   | Bosnië en Herzegovina | 3   | 2 | 0 | 1 | 6   | 4  | 3  | +1  | Geplaatst voor het hoofdtoernooi. |   | —   | —   | –   | 2–1 |
| 3   | Rusland               | 3   | 2 | 0 | 1 | 6   | 3  | 5  | −2  |                                   |   | —   | —   | —   | 1–0 |
| 4   | Georgië               | 3   | 0 | 0 | 3 | 0   | 1  | 4  | −3  |                                   | — | —   | —   | —   |     |

### Groep 4
De wedstrijden werden gespeeld tussen 24 en 29 maart 2016 in Duitsland.
| Pos | Team      | Wed | W | G | V | Ptn | DV | DT | +/− | Kwalificatie                      |   | GER | NED | SVK | BUL |
| --- | --------- | --- | - | - | - | --- | -- | -- | --- | --------------------------------- | - | --- | --- | --- | --- |
| 1   | Duitsland | 3   | 2 | 1 | 0 | 7   | 7  | 2  | +5  | Geplaatst voor het hoofdtoernooi. |   | —   | 1–0 | 5–1 | 1–1 |
| 2   | Nederland | 3   | 1 | 1 | 1 | 4   | 2  | 1  | +1  | Geplaatst voor het hoofdtoernooi. |   | —   | —   | 2–0 | 0–0 |
| 3   | Slowakije | 3   | 1 | 0 | 2 | 3   | 4  | 7  | −3  |                                   |   | —   | —   | —   | 3–0 |
| 4   | Bulgarije | 3   | 0 | 2 | 1 | 2   | 1  | 4  | −3  |                                   | — | —   | —   | —   |     |

### Groep 5
De wedstrijden werden gespeeld tussen  16 en 21 maart 2016 in Kroatië.
| Pos | Team     | Wed | W | G | V | Ptn | DV | DT | +/− | Kwalificatie                      |   | POR | SWE | WAL | CRO |
| --- | -------- | --- | - | - | - | --- | -- | -- | --- | --------------------------------- | - | --- | --- | --- | --- |
| 1   | Portugal | 3   | 3 | 0 | 0 | 9   | 7  | 2  | +5  | Geplaatst voor het hoofdtoernooi. |   | —   | 2–0 | 1–0 | 4–2 |
| 2   | Zweden   | 3   | 2 | 0 | 1 | 6   | 3  | 3  | 0   | Geplaatst voor het hoofdtoernooi. |   | —   | —   | 1–0 | 2–1 |
| 3   | Wales    | 3   | 1 | 0 | 2 | 3   | 2  | 2  | 0   |                                   |   | —   | —   | —   | 2–0 |
| 4   | Kroatië  | 3   | 0 | 0 | 3 | 0   | 3  | 8  | −5  |                                   | — | —   | —   | —   |     |

### Groep 6
De wedstrijden werden gespeeld tussen 29 maart en 3 april 2016 in Frankrijk.
| Pos | Team        | Wed | W | G | V | Ptn | DV | DT | +/− | Kwalificatie                      |   | FRA | AUT | ISL | GRE |
| --- | ----------- | --- | - | - | - | --- | -- | -- | --- | --------------------------------- | - | --- | --- | --- | --- |
| 1   | Frankrijk   | 3   | 2 | 0 | 1 | 6   | 3  | 2  | +1  | Geplaatst voor het hoofdtoernooi. |   | —   | 1–2 | 1–0 | 1–0 |
| 2   | Oostenrijk  | 3   | 1 | 2 | 0 | 5   | 2  | 1  | +1  | Geplaatst voor het hoofdtoernooi. |   | —   | —   | 0–0 | 0–0 |
| 3   | IJsland     | 3   | 1 | 1 | 1 | 4   | 1  | 1  | 0   |                                   |   | —   | —   | —   | 1–0 |
| 4   | Griekenland | 3   | 0 | 1 | 2 | 1   | 0  | 2  | −2  |                                   | — | —   | —   | —   |     |

### Groep 7
De wedstrijden werden gespeeld tussen 28 maart en 2 april 2016 in Polen.
| Pos | Team       | Wed | W | G | V | Ptn | DV | DT | +/− | Kwalificatie                      |   | SRB | POL | IRL | MNE |
| --- | ---------- | --- | - | - | - | --- | -- | -- | --- | --------------------------------- | - | --- | --- | --- | --- |
| 1   | Servië     | 3   | 3 | 0 | 0 | 9   | 6  | 1  | +5  | Geplaatst voor het hoofdtoernooi. |   | —   | 2–1 | 2–0 | 2–0 |
| 2   | Polen      | 3   | 1 | 1 | 1 | 4   | 3  | 2  | +1  |                                   |   | —   | —   | 0–0 | 2–0 |
| 3   | Ierland    | 3   | 1 | 1 | 1 | 4   | 3  | 2  | +1  |                                   | — | —   | —   | 3–0 |     |
| 4   | Montenegro | 3   | 0 | 0 | 3 | 0   | 0  | 7  | −7  |                                   | — | —   | —   | —   |     |

### Groep 8
De wedstrijden werden gespeeld tussen 11 en 16 maart 2016 in België.
| Pos | Team     | Wed | W | G | V | Ptn | DV | DT | +/− | Kwalificatie                      |   | BEL | ESP | SLO | ISR |
| --- | -------- | --- | - | - | - | --- | -- | -- | --- | --------------------------------- | - | --- | --- | --- | --- |
| 1   | België   | 3   | 1 | 2 | 0 | 5   | 1  | 0  | +1  | Geplaatst voor het hoofdtoernooi. |   | —   | 0–0 | 0–0 | 1–0 |
| 2   | Spanje   | 3   | 1 | 2 | 0 | 5   | 1  | 0  | +1  | Geplaatst voor het hoofdtoernooi. |   | —   | —   | 0–0 | 1–0 |
| 3   | Slovenië | 3   | 0 | 3 | 0 | 3   | 1  | 1  | 0   |                                   |   | —   | —   | —   | 1–1 |
| 4   | Israël   | 3   | 0 | 1 | 2 | 1   | 1  | 3  | −2  |                                   | — | —   | —   | —   |     |

### Ranking nummers 2
Om te bepalen welke zeven landen door mogen naar het hoofdtoernooi werd een rangschikking gemaakt. Alleen de resultaten van de wedstrijden tegen de nummers 1 en 3 in de groep telden hierbij mee.
| Pos | Grp | Team                  | Wed | W | G | V | Ptn | DV | DT | +/− | Kwalificatie  |
| --- | --- | --------------------- | --- | - | - | - | --- | -- | -- | --- | ------------- |
| 1   | 2   | Engeland              | 2   | 1 | 1 | 0 | 4   | 4  | 2  | +2  | Hoofdtoernooi |
| 2   | 6   | Oostenrijk            | 2   | 1 | 1 | 0 | 4   | 2  | 1  | +1  | Hoofdtoernooi |
| 3   | 4   | Nederland             | 2   | 1 | 0 | 1 | 3   | 2  | 1  | +1  | Hoofdtoernooi |
| 4   | 3   | Bosnië en Herzegovina | 2   | 1 | 0 | 1 | 3   | 2  | 2  | 0   | Hoofdtoernooi |
| 5   | 5   | Zweden                | 2   | 1 | 0 | 1 | 3   | 1  | 2  | −1  | Hoofdtoernooi |
| 6   | 1   | Schotland             | 2   | 1 | 0 | 1 | 3   | 2  | 4  | −2  | Hoofdtoernooi |
| 7   | 8   | Spanje                | 2   | 0 | 2 | 0 | 2   | 0  | 0  | 0   | Hoofdtoernooi |
| 8   | 7   | Polen                 | 2   | 0 | 1 | 1 | 1   | 1  | 2  | −1  |               |

Jeugd-EK's: onder 21 · onder 19       Jeugd-WK's: onder 20 · onder 17